# Black Mass (romanzo)
Black Mass - L'ultimo gangster (Black Mass: The True Story of an Unholy Alliance Between the FBI and the Irish Mob) è un libro-inchiesta pubblicato il 22 maggio 2001 e scritto da Dick Lehr e Gerald O'Neill, autori del giornale Boston Globe.
Il libro è trattato come un romanzo e si svolge in gran parte in South Boston. Tratta un arco di storia oscura degli Stati Uniti d'America nell'apogeo della mafia irlandese, specialmente della Winter Hill Gang di James Bulger e delle sue guerre per il controllo del territorio, trattando di conseguenza le implicazioni nell'intera vicenda dei servizi segreti deviati, celebre il caso dell'agente John Connolly della FBI e la sua amicizia con Bulger.

## Trama
South Boston. John Connolly e James "Whitey" Bulger sono amici d'infanzia e crescono assieme fino all'adolescenza per le strade dell'indigente periferia bostoniana, per poi perdersi dopo diverse scelte di vita.
A metà degli anni settanta, Connolly e Bulger si incontrano di nuovo: il primo è un'importante figura d'ufficio della Federal Bureau Investigation, e il secondo è diventato capo della leggendaria Winter Hill Gang, potente clan alla guida della mafia irlandese. In un clima di violenza quasi perpetua, dove la criminalità organizzata irlandese-americana nella metropoli statunitensi è all'apice del potere, si accenna a un'implicazione senziente dei servizi segreti in tutta la vicenda: catene di omicidi fuori controllo, spaccio di droga, processi giudiziari annullati, estorsioni violente. Ma la situazione implode da tutte le parti, i mafiosi infiltrati nella FBI vengono scoperti e gli agenti corrotti della stessa processati; è la fine di una storia trentennale che lascia come ricordo una lunghissima scia di sangue conclusasi con uno sconvolgente scandalo giudiziario interno all'FBI e alla fuga di Bulger, per lungo tempo latitante.

## Riconoscimenti
Il romanzo ha vinto il premio Edgar Allan Poe (Mystery Writers of America) per l'edizione edita da PublicAffairs.

## Dettagli
Il codice di identificazione del libro è ISBN 9780060959258, ha 424 pagine e l'edizione è pubblicata per dei lettori d'età superiore ai 18 anni.

## Adattamento cinematografico
Per il 2009 era prevista l'uscita nelle sale cinematografiche di una trasposizione diretta da Jim Sheridan e scritta con la collaborazione di Nye Heron.
Prima che Sheridan entrasse a capo del progetto, diverse altre persone si interessarono a un film ispirato al libro-inchiesta sulla Winter Hill Gang. Qualche tempo dopo la pubblicazione del libro, Matt Damon e Ben Affleck ne presero in opzione i diritti cinematografici con l'intenzione di trarne un film, ma la cosa, però, non andò in porto.
Dopo diversi tentativi di sviluppo falliti, Jim Sheridan si interessò al libro per la possibilità di girare un film tutto d'un tiro solo a Boston, opzionandone i diritti e riuscendo per la prima volta a mandarne avanti la realizzazione. Con l'aiuto di Nye Heron per la scrittura della sceneggiatura, Sheridan ne annunciò ufficialmente la produzione il 14 gennaio 2009 in concomitanza al suo ingaggio come regista.
Daniel Day-Lewis venne preso in considerazione per il ruolo di Bulger essendo, egli, sotto contratto con la BFF di Sheridan. Mark Wahlberg venne confermato per interpretare il presidente del Senato, mentre si parlò di Matt Damon per John Connolly. Secondo il coproduttore Michael Cerenzie il film sarebbe stato una sorta di anti-padrino, dando a notare le differenze tra la mafia tradizionale (di stampo italiano) e quella irlandese.
Sheridan, intenzionato a girare gran parte della pellicola a South Boston, fissò di cominciare la lavorazione nell'aprile 2009 per una durata totale di tre mesi. Lehr, uno dei due autori del libro d'inchiesta, dichiarò d'essere contento del fatto che Sheridan si sarebbe curato di un adattamento cinematografico della sua opera, perché essa sarebbe stata in buone mani e questo lo faceva sentire "al settimo cielo".
(Preludio sul film dato da Jim Sheridan.)
Nell'agosto 2009, fu riportato come il film fosse ancora in sviluppo, ma che Sheridan prima avrebbe dovuto dedicarsi a Dream House con Daniel Craig. Il mese seguente, Sheridan intervenne in prima persona parlando dei suoi progetti per il futuro, spiegando che Black Mass sarebbe stato girato entro due anni - non prima del 2011, dopo il completamento di Brothers e Emerald City.